# Coppa delle nazioni UNCAF 2009
La Coppa delle nazioni UNCAF 2009 (UNCAF Nations Cup 2009) fu la decima e ultima edizione della Coppa delle nazioni UNCAF, la competizione calcistica per nazione organizzata dall'UNCAF. La competizione si svolse in El Salvador dal 22 gennaio al 1º febbraio 2009 e vide la partecipazione di sette squadre: Belize, Costa Rica, El Salvador, Guatemala, Honduras, Nicaragua e Panama. Il torneo, che si tiene ogni due anni a partire dal 1991, vale anche come qualificazione per la CONCACAF Gold Cup.
Fu l'ultima edizione della competizione, iniziata nel 1991, sotto tale nome, e dal 2011 l'UNCAF la rinominò Coppa centroamericana.

## Formula
- Qualificazioni

Nessuna fase di qualificazione. Le squadre sono qualificate direttamente alla fase finale.
- Fase Finale

Fase a gruppi - 7 squadre, divise in due gruppi (uno da quattro squadre e uno da tre squadre). Giocano partite di sola andata, la prima e la seconda classificata si qualificano alle semifinali. Le prime due classificate si qualificano anche alla fase finale della CONCACAF Gold Cup 2009. Le terze classificate effettuano uno spareggio per un posto alla CONCACAF Gold Cup 2009.
Fase a eliminazione diretta - 4 squadre, giocano semifinale e finale con partite di sola andata. La vincente si laurea campione UNCAF.

## Stadi
| Tegucigalpa                   |
| ----------------------------- |
| Stadio Tiburcio Carías Andino |
| Capienza: 35.000              |
|                               |
| Tegucigalpa                   |

## Squadre partecipanti
| Pr. | Squadra     | Data di qualificazione certa | Partecipante in quanto                                         | Partecipazioni precedenti al torneo                      | Ultima presenza  |
| --- | ----------- | ---------------------------- | -------------------------------------------------------------- | -------------------------------------------------------- | ---------------- |
| 1   | Honduras    | -                            | Rappresentativa della nazione organizzatrice della fase finale | 9 (1991, 1993, 1995, 1997, 1999, 2001, 2003, 2005, 2007) | El Salvador 2007 |
| 2   | Belize      | -                            | Qualificata di diritto                                         | 5 (1995, 1999, 2001, 2005, 2007)                         | El Salvador 2007 |
| 3   | Costa Rica  | -                            | Qualificata di diritto                                         | 9 (1991, 1993, 1995, 1997, 1999, 2001, 2003, 2005, 2007) | El Salvador 2007 |
| 4   | El Salvador | -                            | Qualificata di diritto                                         | 9 (1991, 1993, 1995, 1997, 1999, 2001, 2003, 2005, 2007) | El Salvador 2007 |
| 5   | Guatemala   | -                            | Qualificata di diritto                                         | 8 (1991, 1995, 1997, 1999, 2001, 2003, 2005, 2007)       | El Salvador 2007 |
| 6   | Nicaragua   | -                            | Qualificata di diritto                                         | 6 (1997, 1999, 2001, 2003, 2005, 2007)                   | El Salvador 2007 |
| 7   | Panama      | -                            | Qualificata di diritto                                         | 7 (1993, 1995, 1997, 2001, 2003, 2005, 2007)             | El Salvador 2007 |

Nella sezione "partecipazioni precedenti al torneo", le date in grassetto indicano che la nazione ha vinto quella edizione del torneo, mentre le date in corsivo indicano la nazione ospitante.

## Fase a gruppi

### Gruppo 1

#### Classifica
| Pos | Squadra     | Pti | G | V | N | P | GF | GS | DR |
| --- | ----------- | --- | - | - | - | - | -- | -- | -- |
| 1   | Honduras    | 9   | 3 | 3 | 0 | 0 | 8  | 2  | +6 |
| 2   | El Salvador | 4   | 3 | 1 | 1 | 1 | 5  | 4  | +1 |
| 3   | Nicaragua   | 2   | 3 | 0 | 2 | 1 | 3  | 6  | -3 |
| 4   | Belize      | 1   | 3 | 0 | 1 | 2 | 3  | 7  | -4 |

Honduras e El Salvador qualificate alle semifinali e alla CONCACAF Gold Cup 2007.
Nicaragua accede allo spareggio per la CONCACAF Gold Cup 2007.

#### Risultati
| Arbitro: | Batres |

|                   |           |            |
| Avilés 18’ (aut.) | Marcatori | 85’ Medina |

| Arbitro: | Moreno Salazar |

|                                    |           |              |
| Guevara 32’ (rig.) W. Martínez 61’ | Marcatori | 86’ Castillo |

| Arbitro: | Quesada |

|           |           |                                                     |
| James 73’ | Marcatori | 11’ (rig.) 30’ (rig.) Pacheco 75’ Sánchez 88’ Ayala |

| Arbitro: | Batres |

|                                                                    |           |           |
| Rodríguez 16’ Solorzano 65’ (aut.) S. Martínez 73’ W. Martínez 79’ | Marcatori | 30’ Reyes |

| Arbitro: | Moncada |

|             |           |            |
| Barrera 75’ | Marcatori | 18’ Róchez |

| Arbitro: | Quesada |

|                             |           |  |
| Pavón 34’ (rig.) Chávez 73’ | Marcatori |  |

### Gruppo 2

#### Classifica
| Pos | Squadra    | Pti | G | V | N | P | GF | GS | DR |
| --- | ---------- | --- | - | - | - | - | -- | -- | -- |
| 1   | Costa Rica | 6   | 2 | 2 | 0 | 0 | 6  | 1  | +5 |
| 2   | Panama     | 3   | 2 | 1 | 0 | 1 | 1  | 3  | -2 |
| 3   | Guatemala  | 0   | 2 | 0 | 0 | 2 | 1  | 4  | -3 |

Costa Rica e Panama qualificate alle semifinali e alla CONCACAF Gold Cup 2009.
Guatemala accede allo spareggio per la CONCACAF Gold Cup 2009.

#### Risultati
| Arbitro: | Campbell |

|                            |           |  |
| Furtado 8’ 15’ Sunsing 55’ | Marcatori |  |

| Arbitro: | Rodríguez |

|           |           |                                    |
| López 51’ | Marcatori | 34’ Sánchez 59’ Herrera 61’ Segura |

| Arbitro: | Aguilar |

|            |           |  |
| Zapata 31’ | Marcatori |  |

### Spareggio
| Arbitro: | Moncada |

|                |           |  |
| Wilson 39’ 85’ | Marcatori |  |

Nicaragua qualificato alla CONCACAF Gold Cup 2009.

## Fase a eliminazione diretta

### Tabellone
|  | Semifinali  | Semifinali  | Semifinali |        |            | Finale          | Finale          | Finale          |  |
|  |             |             |            |        |            |                 |                 |                 |  |
|  | Costa Rica  | Costa Rica  | 1          |        |            |                 |                 |                 |  |
|  | Costa Rica  | Costa Rica  | 1          |        |            |                 |                 |                 |  |
|  | El Salvador | El Salvador | 0          |        |            |                 |                 |                 |  |
|  | El Salvador | El Salvador | 0          |        | Costa Rica | Costa Rica      | 0 (3)           |                 |  |
|  |             |             |            |        | Costa Rica | Costa Rica      | 0 (3)           |                 |  |
|  |             |             | Panama     | Panama | 0 (5)      |                 |                 |                 |  |
|  | Honduras    | Honduras    | Panama     | Panama | 0 (5)      | 0               |                 |                 |  |
|  | Honduras    | Honduras    |            |        |            | 0               |                 |                 |  |
|  | Panama      | Panama      | 1          |        |            | Finale 3º posto | Finale 3º posto | Finale 3º posto |  |
|  | Panama      | Panama      | 1          |        |            |                 |                 |                 |  |
|  |             |             |            |        |            |                 |                 |                 |  |
|  |             |             |            |        |            | El Salvador     | El Salvador     | 0               |  |
|  |             |             |            |        |            | El Salvador     | El Salvador     | 0               |  |
|  |             |             |            |        |            | Honduras        | Honduras        | 1               |  |

### Semifinali
| Arbitro: | Moreno Salazar |

|             |           |  |
| Furtado 19’ | Marcatori |  |

| Arbitro: | Batres |

|  |           |              |
|  | Marcatori | 40’ Phillips |

### Finale 3º posto
| Arbitro: | Quesada |

|  |           |              |
|  | Marcatori | 30’ Espinoza |

### Finale
| Arbitro: | Batres |

|                              |                      |                                              |
| Furtado Núñez Jiménez Oviedo | Tiri di rigore 3 – 5 | Herrera Aguilar Phillips Jaramillo Henriquez |

## Statistiche

### Classifica marcatori
3 reti
- Andy Furtado

2 reti
- Alfredo Pacheco
- Wálter Martínez
- Samuel Wilson

1 rete
- Lisbey Castillo
- Jeromy James
- Harrison Róchez
- Pablo Herrera Barrantes
- Álvaro Sánchez
- Roberto Segura
- William Sunsing
- Carlos Ayala
- Ramón Alfredo Sánchez
- Minor López
- Marvin Chávez
- Roger Espinoza
- Amado Guevara
- Saúl Martínez
- Carlos Pavón
- Mario Cesar Rodríguez
- Juan Barrera
- Marlon Medina
- Armando Reyes
- Ricardo Phillips
- Alberto Zapata

Autorete
- Silvio Avilés
- David Solórzano